# 고강서원 유허비
고강서원 유허비(遺墟碑)

## 기본 정보
창녕군 고암면 괴산리 소재의 옛날 고강서원의 터에 세운 유허비(遺墟碑) 인데, 비문은 순재(醇齋) 김재화(金在華)가 지었고 글씨는 우인(于人) 조규철(曺圭喆)이 썼다.
주소 :창녕군 고암면 괴산리 소재 
고강서원 유허비 전면 (醇齋 金在華의 글, 于人 曺圭喆의 글씨)